# الشيبة (الوضيع)

تعديل مصدري - تعديل

الشيبة قرية في اليمن وهي إحدى قرى عزلة الوضيع بمديرية الوضيع التابعة لمحافظة أبين. يبلغ تعداد سكان الشيبة 45 نسمة حسب تعداد اليمن لعام 2004.